# سو لوبيز
سو لوبيز (بالإنجليزية: Sue Lopez)‏ (1 سبتمبر 1945 بساوثهامبتون في المملكة المتحدة - ) هي مدربة كرة قدم ولاعبة كرة قدم بريطانية في مركز الوسط. شاركت مع منتخب إنجلترا لكرة القدم للسيدات.